# Burrak
Burrak (arab. براق) – wieś w Syrii, w muhafazie Dara. W 2004 roku liczyła 712 mieszkańców.